# Espen Andersen (1993)
Pour les articles homonymes, voir Espen Andersen et Andersen.
Espen Andersen, né le 28 octobre 1993 à Bærums Verk, est un coureur norvégien du combiné nordique.

## Carrière
Licencié au Lommedalen IL, Espen Andersen faits ses débuts en Coupe du monde continentale en 2009, pour obtenir son premier résultat significatif en janvier 2012, avec une huitième place. En 2012, à Erzurum, il remporte une médaille de bronze aux Championnats du monde junior, dans l'épreuve individuelle (5 km).
Il est sélectionné pour sa première épreuve de Coupe du monde en mars 2013 à Oslo. Il marque ses premiers points dans cette compétition un an plus tard au même lieu (20e place). En février 2015, il devient vainqueur dans la Coupe continentale à Ramsau.
En décembre 2016, il obtient son premier podium par équipes à Lillehammer où il est aussi l'auteur de son premier top 10 individuel le lendemain (6e). Un an plus tard, il remporte la première course de la saison 2017-2018 à Ruka. Il gagne ensuite devant le public norvégien de Lillehammer en individuel et par équipes.
Il prend part alors aux Jeux olympiques de Pyeongchang, où il est dixième notamment en individuel, mais surtout remporte avec Jan Schmid, Jørgen Graabak et Jarl Magnus Riiber la médaille d'argent par équipes.
En 2019, il échoue à monter sur le moindre podium et à se qualifier pour les Championnats du monde à Seefeld.
En 2021, après avoir participé à des courses de Coupe continentale, le deuxième niveau mondial, il est tout de même sélectionné pour les Championnats du monde à Oberstdorf, où après une huitième place en individuel, il remporte la médaille d'argent du sprint par équipes avec Jarl Magnus Riiber, derrière la paire autrichienne.

## Palmarès

### Jeux olympiques d'hiver
| Épreuve / Édition   | Individuel     | Individuel     | Par équipes Grand tremplin |
| Épreuve / Édition   | Petit tremplin | Grand tremplin | Par équipes Grand tremplin |
| JO 2018 Pyeongchang | 10e            | 22e            | Argent                     |
| JO 2022 Pékin       | 11e            | 15e            | Or                         |

### Championnats du monde
| Épreuve / Édition        | Gundersen      | Gundersen      | Relais | Sprint par équipes |
| Épreuve / Édition        | Petit tremplin | Grand tremplin | Relais | Sprint par équipes |
| Mondiaux 2017 Lahti      | 25e            | 10e            | 5e     | -                  |
| Mondiaux 2021 Oberstdorf | 17e            | 8e             | -      | Argent             |
| Mondiaux 2023 Planica    |                |                | Or     |                    |

### Coupe du monde
- Meilleur classement général : 9e en 2018.
- 2 podiums individuels : 2 victoires.
- 5 podiums en épreuve par équipes, dont 3 victoires.

#### Classements en Coupe du monde
| Année     | Classement général final |
| 2013-2014 | 62e                      |
| 2014-2015 | 45e                      |
| 2015-2016 | 39e                      |
| 2016-2017 | 15e                      |
| 2017-2018 | 9e                       |
| 2018-2019 | 21e                      |
| 2019-2020 | 18e                      |
| 2020-2021 | 16e                      |
| 2021-2022 | 14e                      |
| 2022-2023 | 22e                      |

#### Détail des victoires individuelles
| Édition / Épreuve | Gundersen   |
| 2018              | Ruka        |
| 2018              | Lillehammer |

### Championnats du monde junior
- Médaille de bronze en individuel (5 km) en 2012.

### Grand Prix d'été
- 1 podium individuel.

### Coupe continentale
- 11 podiums individuels, dont 5 victoires.